# Коронационная месса
Коронационная месса — особый вид мессы, во время которой совершается обряд коронации.
В литургической традиции Католической церкви и восточных церквей, состоящих в общении с ней, а также в традиции Православной церкви, обряд коронации имеет место в рамках евхаристической службы.
Термин «коронационная месса» может относиться либо к евхаристической службе с участием коронации монарха или мессы с участием торжественного возложения царственного венца на образ Иисуса Христа или Девы Марии, с момента возложения короны на эти изображения это также называется «коронацией», а также служится с почтением вышеупомянутых христианских традиций.